# Хуэйнун
Хуэйну́н (кит. упр. 惠农, пиньинь Hùinóng) — район городского подчинения городского округа Шицзуйшань Нинся-Хуэйского автономного района (КНР).

## История
После установления китайской империи Мин районы к северу от Великой стены всё равно оставались под контролем монголов, и лишь в 1551 году здесь разместились войска Нинсяского гарнизона (宁夏卫). При империи Цин в 1725 эти места вошли в состав уезда Пинло (平罗县), а уже в 1726 году были выделены в отдельный уезд Баофэн (宝丰县), но в 1739 году уездный центр был разрушен землетрясением, и уезд Баофэн был вновь присоединён к уезду Пинло.
В 1929 году была создана провинция Нинся, и уезд Пинло вошёл в её состав. В 1941 году северная часть уезда Пинло была выделена в отдельный уезд Хуэйнун (惠农县).
В 1954 году провинция Нинся была расформирована, и уезд Хуэйнун перешёл в состав провинции Ганьсу. В 1958 году был создан Нинся-Хуэйский автономный район, и уезд Хуэйнун вошёл в его состав. В 1960 году в связи с началом угледобычи в этих местах было принято решение о создании города Шицзуйшань, и уезд Хуэйнун был расформирован: 10 волостей и посёлков уезда были переданы в состав новообразованного города, а остальные земли были присоединены к уезду Пинло.
В 1972 году был создан округ Иньбэй (银北地区), и город Шицзуйшань вошёл в его состав. В конце 1972 года Шицзуйшань был разделён на три района, и эти места стали районом № 2. В ноябре 1975 года округ Иньбэй был расформирован. В 1981 году район № 2 был переименован в район Шицзуйшань (石嘴山区).
В 1987 году вновь был создан уезд Хуэйнун, подчинённый властям Шицзуйшаня. 30 января 2004 года уезд Хуэйнун и район Шицзуйшань были объединены в район Хуэйнун.

## Административное деление
Район делится на 6 уличных комитетов, 3 посёлка и 3 волости.